# Ättestupa

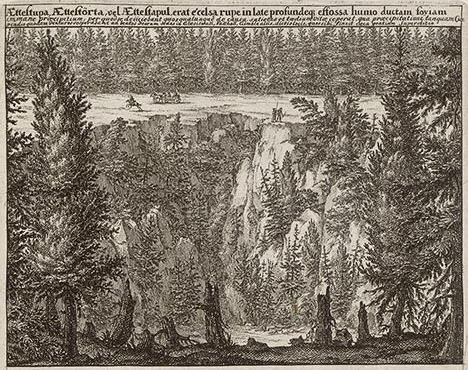
En påstådd ättestupa avbildad i Suecia antiqua et hodierna 1693.

Ättestupa, ättestup, ättestörta eller ättestapel (av fornvästnordiska: ætternisstapi, ”ätternesstape”) är legender i nordisk folktro som säger att åldringar under nordisk forntid har kastat sig själv eller blivit kastad mot sin död utför ett brant stup för att inte belasta sin ätt då den äldre blivit oförmögen att försörja sig själv eller bidra till arbetet på gården. Många platser i Sverige och Norden sägs ha tjänat som ättestupor men det anses inte längre troligt att de faktiskt har använts.

## Historia
Ättestup nämns i flera äldre källor, exempelvis Prokopios (500–562) i sin beskrivning av herulerna från 500-talet. Solinus skrev under 300-talet om de lyckliga hyperboréerna vid nordpolen där det är dag i ett halvår från vårdagjämningen till höstdagjämning och beskriver klimatet som så hälsosamt att människorna där inte dör utan kastar sig från ett stup. Detta stup har tolkats som ättestupa.
I Sverige blev ättestupan nyupptäckt på 1600-talet i och med att den gamla islänningasagan Götrikssagan översattes till svenska och gavs ut. I sagan berättas det om Ætternisstapi (”Ätternesstapen, Släktklippan”), där efterledet, fornnordiska: stapi (svenska: stape), betyder högt och brant berg eller klippa. Sagan ska vara det enda stället i litteraturen där ordet ætternisstapi förekommer. Den svenske språkforskaren Adolf Noreen ifrågasatte myten under sent 1800-tal, och det är numera accepterat bland forskare att ättestupan aldrig funnits.
Myten om ättestupan har lästs som sanning in i nutid, och används i politiska sammanhang som pejorativ metafor för bristfällig äldreomsorg. I det svenska humorradioprogrammet Mosebacke Monarki infördes på 1960-talet ättestupa, så kallad ÄTP, istället för ATP.

## Ätteklubba
En variant av myten är ätteklubban, även släktklubba, som alltså skulle ha varit en speciell klubba som använts för att slå ihjäl generation efter generation av åldringar.
Alf Henrikson, i diktsamlingen Varvet kring solen (1959), skrev: ”Farfar gick i stufvan, han blängde skyggt i vrån. / Där stod en ätteklubba / den tycktes vänta på’n.”

## Påstådda ättestupor
Det finns flera platser i Norden som utpekats som tidigare ättestupor:
Västergötland, Bohuslän
- I Keillers Park i Göteborg finns en höjd som kallas Ättestupan.[12]
- En i Vargön och i närheten av sjön Vristulven i Västergötland.[13]
- Ättestupeberget i Långared (Alingsås kommun) Västergötland (RT 90: X=6431606, Y=1297860)[14]
- Ättestupan i Västra Tunhems socken (Vänersborgs kommun) Västergötland (RT 90: X=6474997, Y=1301199)[14]

Östergötland
- I Åby utanför Norrköping finns det en del av byn som heter Ättetorp, och i skogen bredvid finns en höjd som kallas Ättestupan.[13]
- Västra väggar på Omberg i Östergötland.[13]

Västmanland
- Kullberget i Hällefors i Örebro län kallas ättestupan.[13]

Blekinge
- Valhall mellan Olofström - Gaslunda, vid sjön Orlunden.[13]

Dalarna
- Trolldalen, Dalarna i Gagnefs kommun kallas ättestupan.[13]

Halland
Gödestad i Varberg, Halland
- Virsehatt i Enslöv, Halland.[13]

Lappland
- Nilastupet på Tjamstanberget i Malå kommun, Lappland.[13]

Medelpad
- Barnberget i Laggarberg i Timrå kommun.[15]

## I populärkulturen
I filmen Midsommar (2019) finns en scen där ättestupa (och ätteklubba) förekommer. Det ska utspela sig i Hälsingland hos en svensk sekt. En grupp inbjudna engelsmän och amerikaner blir alldeles förskräckta av synen, medan svenskarna inom sekten ser det som naturligt.